# Тони Стораро
Тони Стораро е български попфолк певец.

## Биография и творчество
Тони Стораро е роден като Тунчер Фикрет Али на 2 август 1976 г. в Шумен в турско семейство.
През 2000 година сключва договор с един от водещите издатели на попфолк музика „Ара Мюзик“ и издава първия си албум „Минижуп“. През август 2011 година участва в лятното турне на „Фен ТВ“, телевизионния канал на „Ара Мюзик“, което включва шест концерта – във Враца, Русе, Велико Търново, Стара Загора, Пловдив, Хасково и Перник.
През лятото на 2013 година Тони Стораро записва дуета „Кажи ми като мъж“ с по-големия си син Фикрет Тунчер Фикрет, който малко по-късно започва самостоятелна кариера като попфолк певец, но сключва договор с „Пайнер“, главният конкурент на първоначалния издател на Тони Стораро „Ара Мюзик“.
На 9 май 2024 г. Тони Стораро отбелязва 25 години на сцената с концерт в „Арена София“. Музикалният спектакъл е излъчен на 31 декември по bTV.

## Твърдение за изнасилване
През 2007 г. в брой на телевизионното предаване „Горещо“ Стораро признава, че бил разследван от прокуратурата за изнасилване на 14-годишна негова фенка, за което той отрича.

## Дискография

### Студийни албуми
- Патрон авасъ (с орк. Атешлер) (1996)
- Минижуп (2000)
- Имам само теб (дуетен с Деси) (2001)
- Нема пари (2001)
- Live party (2002)
- Карай да върви (2003)
- Битмейн ашк (2004)
- За една жена (2005)
- Теб обичам (2006)
- Балканско сърце (2006)
- Тони Стораро (2009)
- Живея само за тебе (2014)
- I Zoi Mou (2017)

### Компилации
- Best vol.1 (2008)
- 60 hits collection.mp3 (2010)
- Toni Storaro Hit Collection (2024)[10]

## Награди
- 2009 – Награда за изпълнител No. 1 на любовни песни на Годишните награди на радио Романтика[11]
- 2010 – Награда за Певец на годината на Годишните награди на списание „Нов фолк“,[12]
- 2023 – Награда за Певец на годината на VIP Awards 2023[13]
- 2024 – Цялостно творчество в българската популярна музика и 25 години на сцена[14]